# Castel Porziano (fascia costiera)
Castel Porziano (fascia costiera) este o arie protejată (arie specială de conservare — SAC, sit de importanță comunitară — SCI) din Italia întinsă pe o suprafață de 428 ha, integral pe uscat.

## Localizare
Centrul sitului Castel Porziano (fascia costiera) este situat la coordonatele 41°41′05″N 12°22′44″E / 41.684722°N 12.378889°E.

## Înființare
Situl Castel Porziano (fascia costiera) a fost declarat sit de importanță comunitară în iunie 1995 pentru a proteja 5 specii de animale. Situl a fost protejat și ca arie specială de conservare în august 2017.

## Biodiversitate
Situată în ecoregiunea mediteraneană, aria protejată conține 11 habitate naturale: Dune mobile cu vegetație embrionară, Dune cu vegetație ierboasă Malcolmietalia, Păduri termofile cu Fraxinus angustifolia, Dune împădurite cu Pinus pinea și/sau Pinus pinaster, Dune de pe litoral fixate cu Crucianellion maritimae, Matorral arborescenți cu Juniperus spp., Dune mobile de-a lungul țărmului cu Ammophila arenaria („dune albe”), Pajiști umede mediteraneene cu ierburi înalte de Molinio-Holoschoenion, Dune de coastă cu Juniperus spp., Dune cu vegetație ierboasă Brachypodietalia cu specii anuale, Vegetație anuală la limita mareei.
La baza desemnării sitului se află mai multe specii protejate:
- păsări (1):  prundaș gulerat mic (Charadrius dubius)
- amfibieni (1): Triturus carnifex
- reptile (3): șarpele cu patru dungi (Elaphe quatuorlineata), țestoasa de baltă (Emys orbicularis), țestoasă bănățeană (Testudo hermanni)

Pe lângă speciile protejate, pe teritoriul sitului au mai fost identificate 17 specii de plante, 2 specii de amfibieni, 1 specie de mamifere, 4 specii de nevertebrate.